# Lars Lindqvist (bokhandlare)
Lars Ferdinand Lindqvist, född 27 april 1862 i Stockholm, död 30 september 1947 i Danderyds köping, var en svensk bokhandlare.
Lars Lindqvist var son till postvaktmästaren Lars Lindqvist. 1875 börjande han springpojke vid Looström & Co:s bokhandel i Stockholm, och fick med tiden allt viktigare positioner i firman. 1885-1886 genomförde han en studieresa till Tyskland där han under ett år arbetade vid R Gieglers bokhandel i Leipzig. Vid sin återkomst blev han på nytt anställd hos Looström & Co. 1889 började Lindqvist arbeta vid Alexis Grönvalls bokhandel, och fortsatte 1889-1891 anställningen vid bokhandeln sedan den övertagits av Henrik Sandberg. Därefter drev han tillsammans med kompanjonen E Carlson en bokhandel under namnet firma Carlson & Lindqvist 1891-1892, men då bolaget inte visade sig utvecklingsbart avvecklade de firman och Lindqvist återgick till en anställning vid Sandbergs bokhandel. Då Sandbergs bokhandel ombildades till aktiebolag i samband med att Henrik Sandberg 1895 tillträdde en post som bokauktionskommissarie i Stockholm blev Lindqvist bolagets VD. 
Under Lars Lindqvists ledning gick Sandbergs bokhandel från att ha varit tämligen obetydlig till att bli en av de främsta i landet. Han lämnade posten som VD 1920 av hälsoskäl men kvarstod som ordförande i bolagets styrelse fram till 1946. Lindqvist var även ledamot av styrelsen för AB Oscar Halldins konstförlag från 1907, var ledamot av styrelsen för Svenska bokhandlarföreningens centralstyrelse samt var ordförande i föreningens stockholmskrets. Han deltog i bildandet av Svensk bokhandelsmedhjälpareförening, var ordförande i styrelsen för Stiftelsen Svenska bokhandelsskolan i Stockholm samt ordförande i styrelsen för Bokhandlarnas ömsesidiga garantiförsäkringsförening.